# Komlopteris cenozoicus
Komlopteris cenozoicus (лат.) — вид семенных папоротников семейства користоспермовых из раннего палеогена Тасмании. Единственный из известных науке семенных папоротников пережил Мел-палеогеновое вымирание.

## Описание
От Komlopteris cenozoicus сохранились только несколько отпечатков листьев, похожих на листья других користоспермовых.
Листья перистые (все образцы неполные). Перышки супротивные, узкояйцевидные или ланцетные , 18–82 мм длиной, 8–24 мм шириной; края цельные или слегка лопастные ; вершина острая, но закругленная ; основание острое, асимметричное с акроскопическим краем более остроугольным и, по крайней мере, в дистальных перышках, слегка нисходящим. Средняя жилка отчетливая проксимально, но незначительная в дистальной половине каждого перышка . Большинство вторичных жилок отходят от средней жилки под углом 20°–30° (максимум 40°) проксимально, становясь более острыми (<10°) дистально. Вторичные жилки разветвляются один или два раза, плавно изогнуты внутрь или назад; 0,4–1,2 мм друг от друга (типичная плотность около 7 на см вдоль края). Между каждой жилкой присутствует неглубокая продольная борозда или гребень; борозды особенно отчетливо видны на отпечатках листьев . Устьица разбросаны между жилками; отверстия по-разному ориентированы . Замыкающие клетки глубоко утопленные, длиной 10–23 мкм с полярными расширениями до 10 мкм, обычно тонко кутинизированные , окруженные одним кольцом из 4–7 трапециевидных или продолговатых дочерних клеток (длиной 15–50 мкм, шириной 15–20 мкм), что указывает на гаплохейлическое происхождение. Некоторые замыкающие клетки примыкают к выступающим кутикулярным выступам или фланцам . Большинство устьиц разделены несколькими клетками; Дочерние клетки редко разделяются между устьицами. Устьичная ямка окружена толстым кутинизированным, слегка приподнятым ободом , который у некоторых образцов был сдавлен на кутинизированной стенке устьичной ямки. Наружный край приподнятого ободка в некоторых случаях отмечен складкой, утолщением или перегибом периклинальной стенки дочерних клеток на внутренней поверхности кутикулы . Кутикула с круглыми утолщениями, указывающими на основания трихом или неполностью развитые устьица, редко и нерегулярно расположенные в межреберных областях. Клетки эпидермиса в основном продолговатые или прямоугольные, шириной 12–25 мкм, длиной до 120 мкм, обычно с прямыми боковыми стенками и косыми или волнистыми концевыми стенками, строго выровненными продольно над жилками. Кутикула над периклинальными стенками эпидермальных клеток однородной толщины, гладкая или слегка ямчатая. Межжилковые эпидермальные клетки изменчивы по форме, размеру и ориентации, со сплошной или слегка бусинообразной кутикулой антиклинальной стенки.